# Baburao Nimal
Baburao Narasappa „Baboo” Nimal  (ur. 15 marca 1908 w Khadki, zm. 21 lutego 1998) – indyjski hokeista na trawie. Złoty medalista olimpijski z Berlina.
Zawody w 1936 były jego jedynymi igrzyskami olimpijskimi. W turnieju wystąpił w trzech spotkaniach.